# Никольское (Судогодский район)
Никольское — деревня в Судогодском районе Владимирской области России, входит в состав Мошокского сельского поселения.

## География
Деревня расположена на берегу реки Ястреб в 15 км на запад от центра поселения села Мошок и 25 км на юго-восток от Судогды.

## История
В конце XIX — начале XX века деревня входила в состав Мошенской волости Судогодского уезда, с 1926 года — в составе Владимирского уезда. В 1859 году в деревне числилось 7 дворов, в 1905 году — 17 дворов, в 1926 году — 32 дворов.
С 1929 года деревня входила в состав Кондряевского сельсовета Судогодского района, с 1959 года — в составе Мошокского сельсовета, с 2005 года — в составе Мошокского сельского поселения.

## Население
| 1859 | 1905 | 1926 | 2002 |
| ---- | ---- | ---- | ---- |
| 45   | 99   | 182  | 0    |

| 1859 | 1905 | 1926 | 2002 | 2010 | 2021 |
| ---- | ---- | ---- | ---- | ---- | ---- |
| 45   | ↗99  | ↗182 | ↘0   | →0   | ↗1   |